# Popis vrsta roda Oxalis
Popis vrsta roda Oxalis
1. Oxalis abercornensis R.Knuth
2. Oxalis acetosella L.
3. Oxalis acromelaena Diels
4. Oxalis acuminata Schltdl.
5. Oxalis adenodes Sond.
6. Oxalis adenophylla Gillies ex Hook. & Arn.
7. Oxalis adspersa Eckl. & Zeyh.
8. Oxalis alata Zucc.
9. Oxalis albicans Kunth
10. Oxalis albiuscula T.M.Salter
11. Oxalis algoensis Eckl. & Zeyh.
12. Oxalis alpina (Rose) Rose ex R.Knuth
13. Oxalis alstonii Lourteig
14. Oxalis alvimii Lourteig
15. Oxalis amamiana Hatus.
16. Oxalis ambigua Jacq.
17. Oxalis amblyodonta T.M.Salter
18. Oxalis amblyosepala Schltr.
19. Oxalis andina Britton
20. Oxalis androsacea R.Knuth
21. Oxalis annae F.Bolus
22. Oxalis anomala T.M.Salter
23. Oxalis anthelmintica A.Rich.
24. Oxalis aptera Zucc. ex Progel
25. Oxalis apurimacensis Lourteig
26. Oxalis arachnoidea Progel
27. Oxalis arbuscula Barnéoud
28. Oxalis arenaria Bertero
29. Oxalis areolata Taub.
30. Oxalis argentina R.Knuth
31. Oxalis argillacea F.Bolus
32. Oxalis argyrophylla T.M.Salter
33. Oxalis aridicola T.M.Salter
34. Oxalis artemioides Fiaschi
35. Oxalis articulata Savigny
36. Oxalis atacamensis Reiche
37. Oxalis attaquana T.M.Salter
38. Oxalis aurea Schltr.
39. Oxalis aureoflava Steud.
40. Oxalis ausensis R.Knuth
41. Oxalis bakeriana Exell
42. Oxalis balansae Guillaumin
43. Oxalis barrelieri L.
44. Oxalis bartolomensis R.Knuth
45. Oxalis bela-vitoriae Lourteig
46. Oxalis benjaminii Lourteig
47. Oxalis bermejensis R.Knuth
48. Oxalis bifida Thunb.
49. Oxalis bifrons Progel
50. Oxalis bifurca G.Lodd.
51. Oxalis bipartita A.St.-Hil.
52. Oxalis bisecta Norlind
53. Oxalis bisfracta Turcz.
54. Oxalis blackii Lourteig
55. Oxalis blanchetii R.Knuth
56. Oxalis blastorhiza T.M.Salter
57. Oxalis bojeriana Baill.
58. Oxalis boliviana Britton
59. Oxalis bowiei W.T.Aiton ex G.Don
60. Oxalis brasiliensis G.Lodd. ex Drapiez
61. Oxalis bulbigera R.Knuth
62. Oxalis bulbillifera X.S.Shen & Hao Sun
63. Oxalis bulbocastanum Phil.
64. Oxalis bullulata T.M.Salter
65. Oxalis burkei Sond.
66. Oxalis burtoniae T.M.Salter
67. Oxalis caerulea (Small) R.Knuth
68. Oxalis caesariata Lourteig
69. Oxalis caesia Phil.
70. Oxalis cajalbanensis Urb.
71. Oxalis calachaccensis R.Knuth
72. Oxalis californica (Abrams) R.Knuth
73. Oxalis callosa R.Knuth
74. Oxalis calva Progel
75. Oxalis calviniensis R.Knuth
76. Oxalis camelopardalis T.M.Salter
77. Oxalis campicola T.M.Salter
78. Oxalis campylorhiza T.M.Salter
79. Oxalis canaliculata Dreyer, Roets & Oberl.
80. Oxalis capillacea E.Mey. ex Sond.
81. Oxalis caprina Thunb.
82. Oxalis cardenasiana Lourteig
83. Oxalis carminea R.Knuth
84. Oxalis carolina J.Suda & Sudová
85. Oxalis cathara T.M.Salter
86. Oxalis caucensis R.Knuth
87. Oxalis cerradoana Lourteig
88. Oxalis chachahuensis Alfonso, Prina & Muiño
89. Oxalis chamaecrista Baill.
90. Oxalis chapmaniae Exell
91. Oxalis chartacea Norlind
92. Oxalis chasquiensis R.Knuth
93. Oxalis chnoodes Lourteig
94. Oxalis ciliaris Jacq.
95. Oxalis ciliata Spreng.
96. Oxalis cinerea Zucc.
97. Oxalis clandestina Phil.
98. Oxalis clausenii Lourteig
99. Oxalis clavifolia Sond.
100. Oxalis clematodes Donn.Sm.
101. Oxalis colatinensis Fiaschi
102. Oxalis colchaguensis Lourteig
103. Oxalis colorea (Small) R.Knuth
104. Oxalis commutata Sond.
105. Oxalis comosa E.Mey. ex Sond.
106. Oxalis compacta Gillies ex Hook. & Arn.
107. Oxalis compressa Thunb.
108. Oxalis comptonii T.M.Salter
109. Oxalis confertifolia (Kuntze) R.Knuth
110. Oxalis confertissima A.St.-Hil.
111. Oxalis conorrhiza Jacq.
112. Oxalis conventionensis Lourteig
113. Oxalis convexula Jacq.
114. Oxalis copiosa F.Bolus
115. Oxalis coralleoides R.Knuth
116. Oxalis cordata A.St.-Hil., A.Juss. & Cambess.
117. Oxalis cornellii Andersson
118. Oxalis corniculata L.
119. Oxalis cotagaitensis R.Knuth
120. Oxalis cratensis Hook.
121. Oxalis creaseyi T.M.Salter
122. Oxalis crispula Sond.
123. Oxalis crocea T.M.Salter
124. Oxalis cuatrecasasii Lourteig
125. Oxalis cuneata Jacq.
126. Oxalis cuzcensis R.Knuth
127. Oxalis cytisoides Zucc.
128. Oxalis davyana R.Knuth
129. Oxalis debilis Kunth
130. Oxalis decaphylla Kunth
131. Oxalis dehradunensis Raizada
132. Oxalis densa N.E.Br.
133. Oxalis densifolia Zucc.
134. Oxalis depressa Eckl. & Zeyh.
135. Oxalis deserticola T.M.Salter
136. Oxalis diamantinae R.Knuth
137. Oxalis dichondrifolia A.Gray
138. Oxalis dichotoma T.M.Salter
139. Oxalis dilatata L.Bolus
140. Oxalis dillenii Jacq.
141. Oxalis dimidiata Donn.Sm.
142. Oxalis dines Ornduff
143. Oxalis discolor Klotzsch
144. Oxalis disticha Jacq.
145. Oxalis distincta R.Knuth
146. Oxalis divaricata Zucc.
147. Oxalis divergens Benth. ex Lindl.
148. Oxalis doceana Lourteig
149. Oxalis dolichopoda Diels
150. Oxalis dombeyi A.St.-Hil.
151. Oxalis dregei Sond.
152. Oxalis dreyerae Oberl. & Roets
153. Oxalis droseroides E.Mey. ex Sond.
154. Oxalis drummondii A.Gray
155. Oxalis dudleyi Lourteig
156. Oxalis dumetorum Barnéoud
157. Oxalis duriuscula Schltr.
158. Oxalis ebracteata Savigny
159. Oxalis eckloniana C.Presl
160. Oxalis ecuadorensis R.Knuth
161. Oxalis elegans Kunth
162. Oxalis elsae R.Knuth
163. Oxalis engleriana Schltr.
164. Oxalis enneaphylla Cav.
165. Oxalis eremobia Phil.
166. Oxalis ericifolia Oberl. & Dreyer
167. Oxalis ericoides R.Knuth
168. Oxalis eriocarpa DC.
169. Oxalis eriolepis Wedd.
170. Oxalis erosa R.Knuth
171. Oxalis erythrorhiza Gillies ex Hook. & Arn.
172. Oxalis exilis A.Cunn.
173. Oxalis exserta T.M.Salter
174. Oxalis extensa T.M.Salter
175. Oxalis falcatula T.M.Salter
176. Oxalis famatinae R.Knuth
177. Oxalis fendleri Lourteig
178. Oxalis fenestrata Dreyer, Roets & Oberl.
179. Oxalis fergusoniae T.M.Salter
180. Oxalis fibrosa F.Bolus
181. Oxalis filifoliolata J.Suda & Krejcíková
182. Oxalis filiformis Kunth
183. Oxalis flagellata (Rusby) Lourteig
184. Oxalis flava L.
185. Oxalis flaviuscula T.M.Salter
186. Oxalis florida Salisb.
187. Oxalis fourcadei T.M.Salter
188. Oxalis foveolata Turcz.
189. Oxalis fragilis T.M.Salter
190. Oxalis frutescens L.
191. Oxalis fruticosa Raddi
192. Oxalis furcillata T.M.Salter
193. Oxalis gagneorum Fosberg & Sachet
194. Oxalis gardneriana Progel
195. Oxalis geralensis R.Knuth
196. Oxalis giftbergensis T.M.Salter
197. Oxalis glabra Thunb.
198. Oxalis glauca Kunth
199. Oxalis glaucescens Norlind
200. Oxalis goetzei Engl.
201. Oxalis goniorhiza Eckl. & Zeyh.
202. Oxalis goyazensis Turcz.
203. Oxalis gracilipes Schltr.
204. Oxalis gracilis Jacq.
205. Oxalis grammopetala Sond.
206. Oxalis grammophylla T.M.Salter
207. Oxalis grandis Small
208. Oxalis gregaria R.Knuth
209. Oxalis griffithii Edgew. & Hook.f.
210. Oxalis grisea A.St.-Hil. & Naudin
211. Oxalis gyrorhiza Bertero ex Colla
212. Oxalis haedulipes T.M.Salter
213. Oxalis hedysarifolia Raddi
214. Oxalis hedysaroides Kunth
215. Oxalis heidelbergensis T.M.Salter
216. Oxalis helicoides T.M.Salter
217. Oxalis hepatica Norlind
218. Oxalis hernandesii DC.
219. Oxalis herrerae R.Knuth
220. Oxalis heterophylla DC.
221. Oxalis hirsuta Sond.
222. Oxalis hirsutibulba Dreyer, Roets & Oberl.
223. Oxalis hirsutissima Zucc.
224. Oxalis hirta L.
225. Oxalis hispidula Zucc.
226. Oxalis hochreutineri J.F.Macbr.
227. Oxalis holosericea Phil.
228. Oxalis huantensis R.Knuth
229. Oxalis humbertii Lourteig
230. Oxalis humblotii R.Knuth
231. Oxalis hyalotricha Lourteig
232. Oxalis hygrophila Dreyer
233. Oxalis hypopilina Diels
234. Oxalis hypsophila Phil.
235. Oxalis illinoensis Schwegman
236. Oxalis imbricata Eckl. & Zeyh.
237. Oxalis impatiens Vell.
238. Oxalis inaequalis Weintroub
239. Oxalis incarnata L.
240. Oxalis inconspicua T.M.Salter
241. Oxalis integra R.Knuth
242. Oxalis involuta T.M.Salter
243. Oxalis ioeides T.M.Salter & Exell
244. Oxalis irreperta Lourteig
245. Oxalis jacquiniana Kunth
246. Oxalis jamesonii Lourteig
247. Oxalis jasminifolia Norlind
248. Oxalis johnstonii R.Knuth
249. Oxalis juruensis Diels
250. Oxalis kalbreyeri Lourteig
251. Oxalis kamiesbergensis T.M.Salter
252. Oxalis killipii Lourteig
253. Oxalis knuthiana T.M.Salter
254. Oxalis laciniata Cav.
255. Oxalis lanata Thunb.
256. Oxalis lasiandra Zucc.
257. Oxalis lasiopetala Zucc.
258. Oxalis lasiorhiza T.M.Salter
259. Oxalis latemucronata Lourteig
260. Oxalis latifolia Kunth
261. Oxalis lawsonii F.Bolus
262. Oxalis laxa Hook. & Arn.
263. Oxalis laxicaulis R.Knuth
264. Oxalis leipoldtii Schltr.
265. Oxalis leptocalyx Sond.
266. Oxalis leptogramma T.M.Salter
267. Oxalis leptopodes G.Don
268. Oxalis lespedezioides G.Don
269. Oxalis leucolepis Diels
270. Oxalis leucophylla Phil.
271. Oxalis levis T.M.Salter
272. Oxalis libertatis Lourteig
273. Oxalis lichenoides T.M.Salter
274. Oxalis linarantha Lourteig
275. Oxalis lindaviana Schltr.
276. Oxalis lindneri R.Knuth
277. Oxalis linearis Jacq.
278. Oxalis lineolata T.M.Salter
279. Oxalis linoides R.Knuth
280. Oxalis livida Jacq.
281. Oxalis lomana Diels
282. Oxalis longissima (Kuntze) K.Schum.
283. Oxalis loricata Dusén
284. Oxalis lotoides Kunth
285. Oxalis louisae T.M.Salter
286. Oxalis lucumayensis R.Knuth
287. Oxalis luederitzii Schinz
288. Oxalis lunulata Zucc.
289. Oxalis luteola Jacq.
290. Oxalis macbridei R.Knuth
291. Oxalis macra Schltr.
292. Oxalis macrantha (Trel.) Small
293. Oxalis macrocarpa (Small) R.Knuth
294. Oxalis macropoda Baker
295. Oxalis madrensis S.Watson
296. Oxalis magellanica G.Forst.
297. Oxalis magnifica (Rose) R.Knuth
298. Oxalis magnifolia Dreyer, Roets & Oberl.
299. Oxalis mandioccana Raddi
300. Oxalis marcapatensis R.Knuth
301. Oxalis marlothii Schltr. ex R.Knuth
302. Oxalis massoniana T.M.Salter
303. Oxalis matancillae Lourteig
304. Oxalis mathewsii R.Knuth
305. Oxalis medicaginea Kunth
306. Oxalis megalorrhiza Jacq.
307. Oxalis meisneri Sond.
308. Oxalis melanograpta T.M.Salter
309. Oxalis melanosticta Sond.
310. Oxalis melilotoides Zucc.
311. Oxalis melindae Lourteig
312. Oxalis metcalfei (Small) R.Knuth
313. Oxalis microcarpa Benth.
314. Oxalis microdonta T.M.Salter
315. Oxalis minima Ruiz & Pav. ex G.Don
316. Oxalis minuta Thunb.
317. Oxalis mira Lourteig
318. Oxalis modestior R.Knuth
319. Oxalis mollis Kunth
320. Oxalis mollissima (Rusby) R.Knuth
321. Oxalis monochasiata Fiaschi
322. Oxalis monophylla L.
323. Oxalis montana Raf.
324. Oxalis monticola Arechav.
325. Oxalis moqueguensis R.Knuth
326. Oxalis morelosii Pérez-Calix
327. Oxalis morenoensis Lourteig
328. Oxalis morronei Alicia López & Múlgura
329. Oxalis mucronulata Norlind
330. Oxalis multicaulis Eckl. & Zeyh.
331. Oxalis muscoides Phil.
332. Oxalis myriophylla A.St.-Hil.
333. Oxalis nahuelhuapiensis Speg.
334. Oxalis namaquana Sond.
335. Oxalis natans Thunb.
336. Oxalis nelsonii (Small) R.Knuth
337. Oxalis neuwiedii Zucc.
338. Oxalis nidulans Eckl. & Zeyh.
339. Oxalis niederleiniana Hieron. ex R.Knuth
340. Oxalis niederleinii R.Knuth
341. Oxalis nigrescens A.St.-Hil.
342. Oxalis nivea Roets, Dreyer & Oberl.
343. Oxalis noctiflora R.M.MacFarl., Dreyer, Roets & Oberl.
344. Oxalis nortieri T.M.Salter
345. Oxalis novae-caledoniae R.Knuth & Schltr.
346. Oxalis novae-guineensis Lourteig
347. Oxalis novemfoliolata Heibl & Martic.
348. Oxalis nubigena Walp.
349. Oxalis nudiflora DC.
350. Oxalis obliquifolia Steud. ex A.Rich.
351. Oxalis obtriangulata Maxim.
352. Oxalis obtusa Jacq.
353. Oxalis oculifera E.G.H.Oliv.
354. Oxalis odonellii Lourteig
355. Oxalis odorata J.C.Manning & Goldblatt
356. Oxalis oligophylla T.M.Salter
357. Oxalis oligotricha Baker
358. Oxalis orbicularis Sialter
359. Oxalis oregana Nutt.
360. Oxalis oreithala T.M.Salter
361. Oxalis ornithopus Phil.
362. Oxalis ortgiesii Regel
363. Oxalis orthopoda T.M.Salter
364. Oxalis ostenii Arechav.
365. Oxalis oulophora Lourteig
366. Oxalis ovalleana Phil.
367. Oxalis pachyrrhiza Wedd.
368. Oxalis pallens Eckl. & Zeyh.
369. Oxalis palmifrons T.M.Salter
370. Oxalis paludosa A.St.-Hil.
371. Oxalis papuana F.Muell.
372. Oxalis paranaensis Lourteig
373. Oxalis pardalis Sond.
374. Oxalis paucartambensis R.Knuth
375. Oxalis pavonii G.Don
376. Oxalis peduncularis Kunth
377. Oxalis pendulifolia T.M.Salter
378. Oxalis penicillata Phil.
379. Oxalis pennelliana R.Knuth
380. Oxalis perdicaria (Molina) Bertero
381. Oxalis perennans Haw.
382. Oxalis perineson T.M.Salter & Exell
383. Oxalis peruviana Norlind
384. Oxalis pes-caprae L.
385. Oxalis petiolulata F.Bolus
386. Oxalis petraea T.M.Salter
387. Oxalis petricola Dreyer, Roets & Oberl.
388. Oxalis petrophila R.Knuth
389. Oxalis phaeotricha Diels
390. Oxalis phaseolifolia (Rusby) R.Knuth
391. Oxalis phloxidiflora Schltr.
392. Oxalis physocalyx Zucc. ex Progel
393. Oxalis picchensis R.Knuth
394. Oxalis pickeringii A.Gray
395. Oxalis pillansiana T.M.Salter & Exell
396. Oxalis pilosa Nutt.
397. Oxalis pilulifera Progel
398. Oxalis pinetorum (Small) Urb.
399. Oxalis pinguiculacea R.Knuth
400. Oxalis platylepis Wedd.
401. Oxalis pocockiae L.Bolus
402. Oxalis polymorpha Zucc.
403. Oxalis polyphylla Jacq.
404. Oxalis polyrhiza R.Knuth
405. Oxalis porphyriosiphon T.M.Salter
406. Oxalis potamophila Lourteig
407. Oxalis praetexta Progel
408. Oxalis pretoensis Lourteig
409. Oxalis primavera (Rose) R.Knuth
410. Oxalis primuloides R.Knuth
411. Oxalis procumbens Steud. ex A.Rich.
412. Oxalis psammophila G.Will.
413. Oxalis pseudocernua R.Knuth
414. Oxalis pseudohirta T.M.Salter
415. Oxalis pseudolobata R.Knuth
416. Oxalis pseudoviolacea R.Knuth
417. Oxalis psilopoda Turcz.
418. Oxalis psoraleoides Kunth
419. Oxalis ptychoclada Diels
420. Oxalis puberula Nees & Mart.
421. Oxalis pulchella Jacq.
422. Oxalis pulvinata T.M.Salter
423. Oxalis punctata Thunb.
424. Oxalis punensis R.Knuth
425. Oxalis purpurascens T.M.Salter
426. Oxalis purpurata Jacq.
427. Oxalis purpurea L.
428. Oxalis pusilla Jacq.
429. Oxalis pycnophylla Wedd.
430. Oxalis pyrenea Taub.
431. Oxalis reclinata Jacq.
432. Oxalis recticaulis Sond.
433. Oxalis reflexa T.M.Salter
434. Oxalis refracta A.St.-Hil.
435. Oxalis renifolia R.Knuth
436. Oxalis rhombeo-ovata A.St.-Hil.
437. Oxalis rhombifolia Jacq.
438. Oxalis rhomboidea T.M.Salter
439. Oxalis ricardii Lourteig
440. Oxalis rigidicaulis R.Knuth
441. Oxalis riparia Norlind
442. Oxalis robinsonii T.M.Salter & Exell
443. Oxalis robusta (Rose) R.Knuth
444. Oxalis rosea Jacq.
445. Oxalis roselata A.St.-Hil.
446. Oxalis rosettifolia Roets, Dreyer & Oberl.
447. Oxalis rubricallosa Oberl., Dreyer & Roets
448. Oxalis rubropunctata T.M.Salter
449. Oxalis rugeliana Urb.
450. Oxalis rupestris A.St.-Hil.
451. Oxalis rusbyi Lourteig
452. Oxalis rutenbergii O.Hoffm.
453. Oxalis salteri L.Bolus
454. Oxalis salteriana V.V.Byalt
455. Oxalis salticola Lourteig
456. Oxalis saltusbelli Dreyer & Roets
457. Oxalis salvadorensis Sidwell
458. Oxalis san-miguelii R.Knuth
459. Oxalis sandemanii Lourteig
460. Oxalis sarmentosa Zucc.
461. Oxalis scandens Kunth
462. Oxalis schaeferi R.Knuth
463. Oxalis scoparia Norlind ex Urb.
464. Oxalis sellowiana Zucc.
465. Oxalis sellowii Spreng.
466. Oxalis semiloba Sond.
467. Oxalis semitruncata Lourteig
468. Oxalis senecta T.M.Salter
469. Oxalis sepalosa Diels
470. Oxalis sepium A.St.-Hil.
471. Oxalis serpens A.St.-Hil.
472. Oxalis setosa E.Mey. ex Sond.
473. Oxalis simplex T.M.Salter
474. Oxalis simplicifolia Lorence & W.L.Wagner
475. Oxalis sleumeri Lourteig
476. Oxalis smithiana Eckl. & Zeyh.
477. Oxalis solomonii Lourteig
478. Oxalis sonderiana (Kuntze) J.F.Macbr.
479. Oxalis spiralis Ruiz & Pav. ex G.Don
480. Oxalis spruceana Progel
481. Oxalis squamata Zucc.
482. Oxalis squarrosa Barnéoud
483. Oxalis staffordiana R.Knuth
484. Oxalis stellata Eckl. & Zeyh.
485. Oxalis stenopetala T.M.Salter
486. Oxalis stenoptera Turcz.
487. Oxalis stenorhyncha T.M.Salter
488. Oxalis stictocheila T.M.Salter
489. Oxalis stokoei Weintroub
490. Oxalis stricta L.
491. Oxalis strictula Steud.
492. Oxalis strigosa T.M.Salter
493. Oxalis suavis R.Knuth
494. Oxalis subacaulis Gillies ex Hook. & Arn.
495. Oxalis suborbiculata Lourteig
496. Oxalis subsessilis L.Bolus
497. Oxalis subvillosa Norlind
498. Oxalis suksdorfii Trel.
499. Oxalis suteroides T.M.Salter
500. Oxalis tabaconasensis R.Knuth
501. Oxalis tacorensis B.L.Burtt
502. Oxalis taimonii Yamam.
503. Oxalis telmatica Lourteig
504. Oxalis tenella Jacq.
505. Oxalis teneriensis R.Knuth
506. Oxalis tenerrima R.Knuth
507. Oxalis tenuifolia Jacq.
508. Oxalis tenuipes T.M.Salter
509. Oxalis tenuis T.M.Salter
510. Oxalis tessmannii R.Knuth
511. Oxalis tetraphylla Cav.
512. Oxalis texana (Small) R.Knuth
513. Oxalis thelyoxys Focke
514. Oxalis thompsoniae B.J.Conn & P.G.Richards
515. Oxalis tomentosa Thunb.
516. Oxalis tortuosa Lindl.
517. Oxalis tragopoda T.M.Salter
518. Oxalis trianae R.Knuth
519. Oxalis triangularis A.St.-Hil.
520. Oxalis trichophylla Baker
521. Oxalis trilliifolia Hook.
522. Oxalis trollii R.Knuth
523. Oxalis truncatula Jacq.
524. Oxalis tuberosa Molina
525. Oxalis tysonii E.Phillips
526. Oxalis uliginosa Schltr.
527. Oxalis umbraticola A.St.-Hil.
528. Oxalis valdiviensis Barnéoud
529. Oxalis vargasii Lourteig
530. Oxalis variifolia Steud.
531. Oxalis veadeirosensis Lourteig
532. Oxalis velutina Diels
533. Oxalis versicolor L.
534. Oxalis villosula R.Knuth
535. Oxalis violacea L.
536. Oxalis violacella A.P.Khokhr.
537. Oxalis virgata Rusby
538. Oxalis virginea Jacq.
539. Oxalis virgosa Molina
540. Oxalis viscosa E.Mey. ex Sond.
541. Oxalis weberbaueri Diels
542. Oxalis westii Lourteig
543. Oxalis williamsii R.Knuth
544. Oxalis wulingensis T.Deng, D.G.Zhang & Z.L.Nie
545. Oxalis wurdackii Lourteig
546. Oxalis xantha T.M.Salter
547. Oxalis xerophyton R.Knuth
548. Oxalis xiphophylla Baker
549. Oxalis yacutulensis R.Knuth
550. Oxalis yungasensis Rusby
551. Oxalis zamorana Lourteig
552. Oxalis zeekoevleyensis R.Knuth
553. Oxalis zeyheri Sond.